# Chelorchestia darwini
Chelorchestia darwini is een vlokreeftensoort uit de familie van de Talitridae. De wetenschappelijke naam van de soort is voor het eerst geldig gepubliceerd in 1864 door Müller.